# Leni Statz
Leni Statz (* 10. Mai 1929 in Saalfeld/Saale) ist eine deutsche Humoristin und Kinderstimmen-Imitatorin.

## Leben

### Herkunft
Leni Statz wuchs in Saalfeld/Saale auf. Nach ihrem Schulabschluss erlernte sie den Beruf einer Schuhfachverkäuferin.

### Karriere in der DDR
Im Jahr 1947 trat Statz erstmals in ihrer Heimatstadt als Kinderstimmenimitatorin in verschiedenen Dialekten auf. Nachdem sie in Thüringen Bekanntheit erlangte, erhielt sie 1957 vom Sender Leipzig die Einladung zu einer Rundfunklivesendung. Durch diese Sendung wurde Heinz Quermann auf die Künstlerin aufmerksam, und sie absolvierte daraufhin im Januar 1958 ihren ersten Fernsehauftritt in der Sendung Da lacht der Bär im Berliner Friedrichstadtpalast. Nachfolgend stand sie in acht weiteren Sendungen dieser Reihe auf der Bühne.
Im Jahr 1957 entschied sich Statz, inzwischen die Leiterin eines Schuhgeschäftes, ihr Hobby zum Beruf zu machen und erlangte zu Beginn des Jahres 1958, nach einer Prüfung am Halleschen Steintor-Varieté, die in der DDR dafür notwendige Zulassung als Berufskünstler. Ab 1960 ging sie zusammen mit den Vier Brummers auf Tournee. Es folgten weitere Tourneen mit Susi Schuster, bis 1982 und ab 1991 mit dem Oberhofer Bauernmarkt, sowie von 1983 bis 1991 mit dem Ex-Brummer Wolfgang Roeder unter dem Titel Unterwegs in Sachen Lachen.
Daneben hatte Leni Statz eine Vielzahl von Auftritten in Unterhaltungssendungen des Rundfunks und des Fernsehens der DDR, wie Ein Kessel Buntes, Zwischen Frühstück und Gänsebraten, Da liegt Musike drin oder Spiel-Spaß.

### Nach der Wiedervereinigung
Ab den 1990er-Jahren hatte sie Auftritte und Moderationen in Unterhaltungssendungen des MDR sowie bei Jux und Dallerei auf Sat.1, der RTL-Heimatmelodie, dem ZDF-Sonntagskonzert und bei der ARD in Zauberhafte Heimat.
Sie spielte in Sketchen mit Partnern wie Heinz Quermann und Winfried Krause, ihre große Stärke zeigt sie jedoch in Solo-Auftritten mit Kindermund-Stilblüten.
Die Dokumentaristin Sabine Skupin schuf anlässlich ihres 60. Bühnenjubiläums im Jahr 2007 für die MDR-Reihe Lebensläufe die Filmdokumentation Leni Statz – Die Wahrheit des Kindermundes.
Leni Statz war verheiratet. Ihr Ehemann Horst starb im Jahr 2006. Statz lebt bis heute in ihrer Geburtsstadt Saalfeld/Saale. Inzwischen wohnt sie in einer Seniorenresidenz.